# Iridana pseudobscura
Iridana pseudobscura is een vlinder uit de familie Lycaenidae. De wetenschappelijke naam van de soort is voor het eerst geldig gepubliceerd in 2014 door Thierry Bouyer.

## Type
- holotype: "female. 28.XI.1993. leg. Th. Bouyer"
- instituut: Collectie Thierry Bouyer, Chênée, België
- typelocatie: "Cameroun, Nkolbisson"